# Miguel Ángel Melogno
Miguel Ángel Melogno fou un futbolista internacional uruguaià, medallista olímpic el 1928 i campió del món el 1930. Melogno va jugar amb la selecció de futbol de l'Uruguai en posició de migcampista. El seu primer partit amb la samarreta blau cel va tenir lloc el 1925. També va representar el seu país als Jocs Olímpics d'estiu de 1928 i a la Copa del Món de futbol de 1930, guanyant la medalla d'or en tots dos torneigs. Com a jugador professional, destaca la seva participació amb el Club Atlético Bella Vista de Montevideo.

## Palmarès
- Jocs Olímpics d'Estiu
  - Medalla d'or el 1928
- Copa del Món de futbol
  - Campions el 1930